# Xiphosomella dubia
Xiphosomella dubia là một loài tò vò trong họ Ichneumonidae.